# Yar-e dabestani-ye man
Yar-e Dabestani-ye man (یار دبستانی من på persiska) är en persisk känd sång som blev en symbol för motståndet mot Shahen under Irans revolution 1979.